# سانديب ناندي
سانديب ناندي (15 يناير 1975 في الهند - ) هو لاعب كرة قدم هندي في مركز حراسة المرمى. شارك مع منتخب الهند لكرة القدم. أما مع النوادي، فقد لعب مع نادي إيست بنغال ونادي تشرتشل براذرز ونادي موهون باغان وUnited SC ‏ وMahindra United FC ‏ ونادي كيرلا بلاستيرز وTollygunge Agragami FC ‏.

## وصلات خارجية
- سانديب ناندي على موقع ناشيونال فوتبول تيمز (الإنجليزية)